# Atlanta
|  | Per a altres significats, vegeu «Atlanta (desambiguació)». |

Atlanta és la capital del Comtat de Fulton i de l'estat nord-americà de Geòrgia des de 1868. Es troba principalment dins del comtat de Fulton (per al qual serveix com a seu del comtat), amb aproximadament un 10% de la ciutat dins del veí comtat de DeKalb. Amb una població de 498.715 habitants la ciutat l'any 2020, és la vuitena ciutat més poblada del sud-est i la 38a ciutat més poblada dels Estats Units segons el cens de 2020. L'àrea metropolitana d'Atlanta, molt més gran, acull més de 6,1 milions de persones, el que en fa la vuitena àrea metropolitana més grossa dels Estats Units. És la seu del comtat de Fulton, el comtat més poblat de Geòrgia. Situat entre els contraforts de les muntanyes dels Apalatxes a una alçada de poc més de 1.000 m sobre el nivell del mar, presenta una topografia única que inclou turons ondulats, vegetació exuberant i la cobertura arbòria urbana més densa de qualsevol ciutat important dels Estats Units.
És un centre administratiu i industrial (indústries tèxtils, alimentàries, químiques i siderúrgiques).
Atlanta es va fundar originalment com a terminal d'un important ferrocarril patrocinat per l'estat, però aviat es va convertir en el punt de convergència entre diversos ferrocarrils, que en van estimular el creixement ràpid. El més gran va ser el ferrocarril de l'Oest i l'Atlàntic, del qual es deriva el nom Atlanta, que prova la creixent reputació de la ciutat com a centre important del transport. Durant la Guerra Civil dels Estats Units, va tenir un paper estratègic important per a la Confederació fins que va ser capturada el 1864. La ciutat va ser gairebé completament cremada durant la Marxa al mar del general William T. Sherman. No obstant això, la ciutat es va recuperar de manera espectacular en el període de postguerra i es va convertir ràpidament en un centre industrial nacional i la capital no oficial de l' anomenat «Nou Sud». Després de la Segona Guerra Mundial, també es va convertir en un centre de fabricació i tecnologia. Durant les dècades de 1950 i 1960, va tenir un paper important en elmoviment afroamericà pels drets civils, amb Martin Luther King, Ralph David Abernathy i molts altres locals que van ser líders destacats del moviment. A l'era moderna, Atlanta s'ha mantingut fidel a la seva reputació com a centre de transport, amb l'Aeroport Internacional Hartsfield-Jackson. L'any 1998 va ser l'aeroport més concorregut del món pel trànsit de passatgers (una posició que ha ocupat cada any des de llavors, a excepció de 2020 com a conseqüència de la Pandèmia de COVID-19).
Amb un producte interior brut (PIB) de 406 $ mil milions, Atlanta té la desena economia més grossa de ciutats dels Estats Units i la vintena del món. Té una economia diversa, amb sectors dominants en indústries com ara transport, aeroespacial, logística, sanitat, operacions de notícies i mitjans, producció de cinema i televisió, tecnologia de la informació, finances i investigació biomèdica i polítiques públiques. La gentrificació d'alguns dels barris, estimulada inicialment pels Jocs Olímpics d'estiu de 1996, s'ha intensificat al segle xxi amb el creixement de la línia de cintura d'Atlanta. Això n'ha alterat la demografia, política, estètica i cultura.

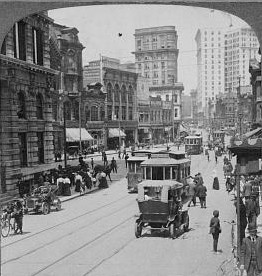
El 1907, Peachtree Street, el carrer principal d'Atlanta, estava ocupat amb tramvies i automòbils.

Quan la Guerra Civil va acabar el 1865, Atlanta es va reconstruir gradualment durant l'era de la Reconstrucció. L'obra va atreure molts nous residents. A causa de la xarxa de transport ferroviari superior de la ciutat, la capital de l'estat es va traslladar de Milledgeville a Atlanta el 1868. En el cens de 1880, Atlanta havia superat Savannah com la ciutat més gran de Geòrgia.
A partir de la dècada de 1880, Henry W. Grady, l'editor del diari Atlanta Constitution, va promoure Atlanta a possibles inversors com una ciutat del «Nou Sud» que es basaria en una economia moderna i menys dependent de l'agricultura. El 1885, la fundació de la Georgia School of Technology (ara Georgia Tech) i l'Atlanta University Center, un consorci de col·legis històricament negres format per unitats per a homes i dones, havien establert Atlanta com a centre d'educació superior. El 1895, Atlanta va acollir la Cotton States and International Exposition, que va atreure prop de 800.000 visitants i va promoure amb succés el desenvolupament del Nou Sud al món.

## Distintius
Atlanta és mundialment famosa pel fet que hi ha les seus principals dels gegants multinacionals Coca-Cola i CNN; i també l'Aeroport Internacional Hartsfield-Jackson, Home Depot, United Parcel Service (UPS) i Delta Air Lines. Un altre motiu de notorietat és el fet d'haver estat la seu dels Jocs Olímpics de 1996.
També ha fet d'Atlanta una ciutat universalment coneguda, el fet que hagi estat immortalitzada en la llegendària novel·la Allò que el vent s'endugué, que després va donar origen a la pel·lícula del mateix nom; en aquesta obra Atlanta és l'escenari de la història d'amor entre Rhett Butler i Scarlett O'Hara en el marc històric de la Guerra de Secessió.
Els sobrenoms comuns que rep la ciutat són: A-Town, l'A-T-L (tret del seu codi d'aeroport ATL), The A, The Big Peach (el gran préssec), el 4-0-4 (tret del seu prefix local), i Hotlanta.

## Dades geogràfiques
Segons l'Oficina del Cens dels Estats Units, la ciutat té una àrea total de 343,0 km² dels quals 341.2 km² (131.8 milles) són zones emergides de la ciutat i 1.8 km² d'aigua (pel que la superfície de l'aigua correspon a un 0,51% del total). Atlanta limita a l'Est amb el comtat de DeKalb, al Sud amb el comtat de Clayton, i a l'Oest amb el comtat de Cobb.
Atlanta està aproximadament a 320 metres (1050 peus) sobre el nivell del mar. L'aeroport d'Atlanta està a 308 m sobre el nivell del mar. Atlanta està elevada a una certa altura respecte al riu Chattahoochee. És la tercera ciutat més alta, per sota de Phoenix, i també de Denver.

## Demografia
La distribució d'ètnies és la següent: 61,39% negres, 33,22% europeoamericans, 4,49% hispanoamericans, 1,93% asiàticoamericans, 1,24% mestissos, 0,18% amerindis, 0,04% oceànics, 1,99% altres races.

## Clima
Atlanta té un clima subtropical humit, (Cfa) segons la classificació de Köppen, que típicament és un clima temperat amb les estacions molt ben definides, amb estius humits i hiverns suaus i una mica de neu, segons les dades dels Estats Units.
Els estius són calorosos i humits, amb les màximes de la tarda arribant aproximadament a 32 °C, segons dades preses l'últim juliol. Les temperatures poden també arribar a 38 °C en cas d'ones de calor significativa. La temperatura més alta registrada a la ciutat va ser de 40.6 °C, aconseguida el 13 de juliol i el 17 de juliol de 1980. Malgrat el sobrenom de "Hotlanta", les temperatures solament tendeixen a arribar a 38 °C esporàdicament, amb la més recent de l'any 2000. En dècades recents, potser a causa de l'escalfament global i l'efecte hivernacle, les temperatures nocturnes han augmentat. Per exemple, la mitjana de juliol era 20 °C el 1960 però avui ronda els 21 °C.
Gener és el mes més fred, amb un màxim de mitjana d'11 °C, i temperatures mínimes d'1 °C. Els fronts calents poden portar temperatures primaverals durant l'hivern, la mitjana de cada any ronda els 48 dies de gelades; les nevades aconsegueixen un gruix mitjà de 5 centímetres anualment. Una nevada va deixar 50 cm de neu el 23 de gener de 1940. La temperatura més baixa registrada en la ciutat va ser de -22 °C, aconseguida el 13 de febrer de 1899. La segona temperatura més baixa aconseguida va ser -8 °F el 21 de gener de 1985. Les gelades poden causar més problemes que la neu; la més transcendental va ocórrer el 7 de gener de 1973.
Atlanta rep precipitacions abundants, les quals es distribueixen relativament igual a través de l'any. La precipitació anual mitja és de 1275 mil·límetres.
| Mesos                                            | Gen          | Feb          | Mar          | Abr         | Mai          | Jun         | Jul          | Ag          | Set          | Oct         | Nov          | Des         | Anual       |
| ------------------------------------------------ | ------------ | ------------ | ------------ | ----------- | ------------ | ----------- | ------------ | ----------- | ------------ | ----------- | ------------ | ----------- | ----------- |
| Temperatures Màximes en °F (°C)                  | 52 (11)      | 57 (14)      | 65 (18)      | 73 (23)     | 80 (27)      | 87 (31)     | 89 (32)      | 88 (31)     | 82 (28)      | 73 (23)     | 63 (17)      | 55 (13)     | 72 (22)     |
| Temperatures Mínimes °F (°C)                     | 33 (1)       | 37 (3)       | 44 (7)       | 50 (10)     | 59 (15)      | 67 (19)     | 71 (22)      | 70 (21)     | 64 (18)      | 53 (12)     | 44 (7)       | 36 (2)      | 52 (11)     |
| Precipitacions Mitjanes: Polzades (mil·límetres) | 5.03 (127.8) | 4.68 (118.9) | 5.38 (136.7) | 3.62 (91.9) | 3.95 (100.3) | 3.63 (92.2) | 5.12 (130.0) | 3.67 (93.2) | 4.09 (103.9) | 3.11 (79.0) | 4.10 (104.1) | 3.82 (97.0) | 50.2 (1275) |

## Història

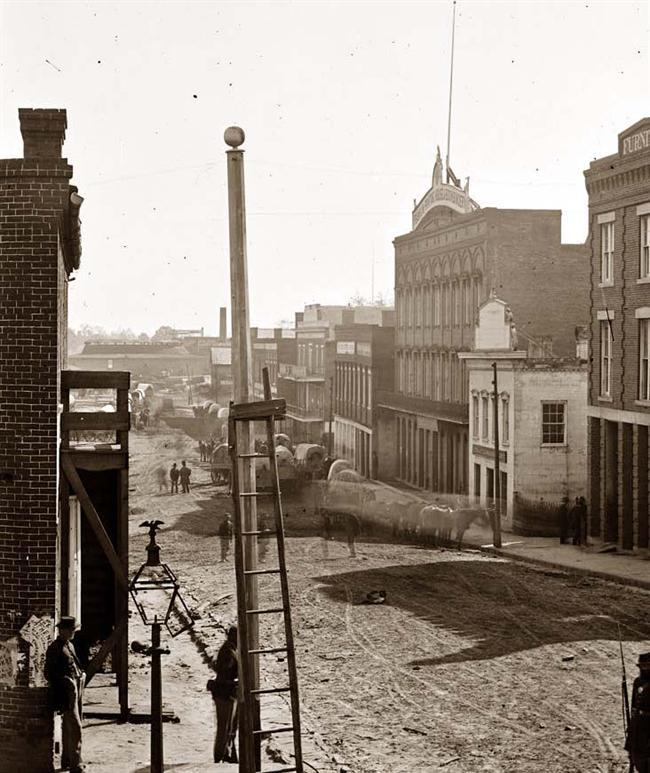
Marietta Street (1864)

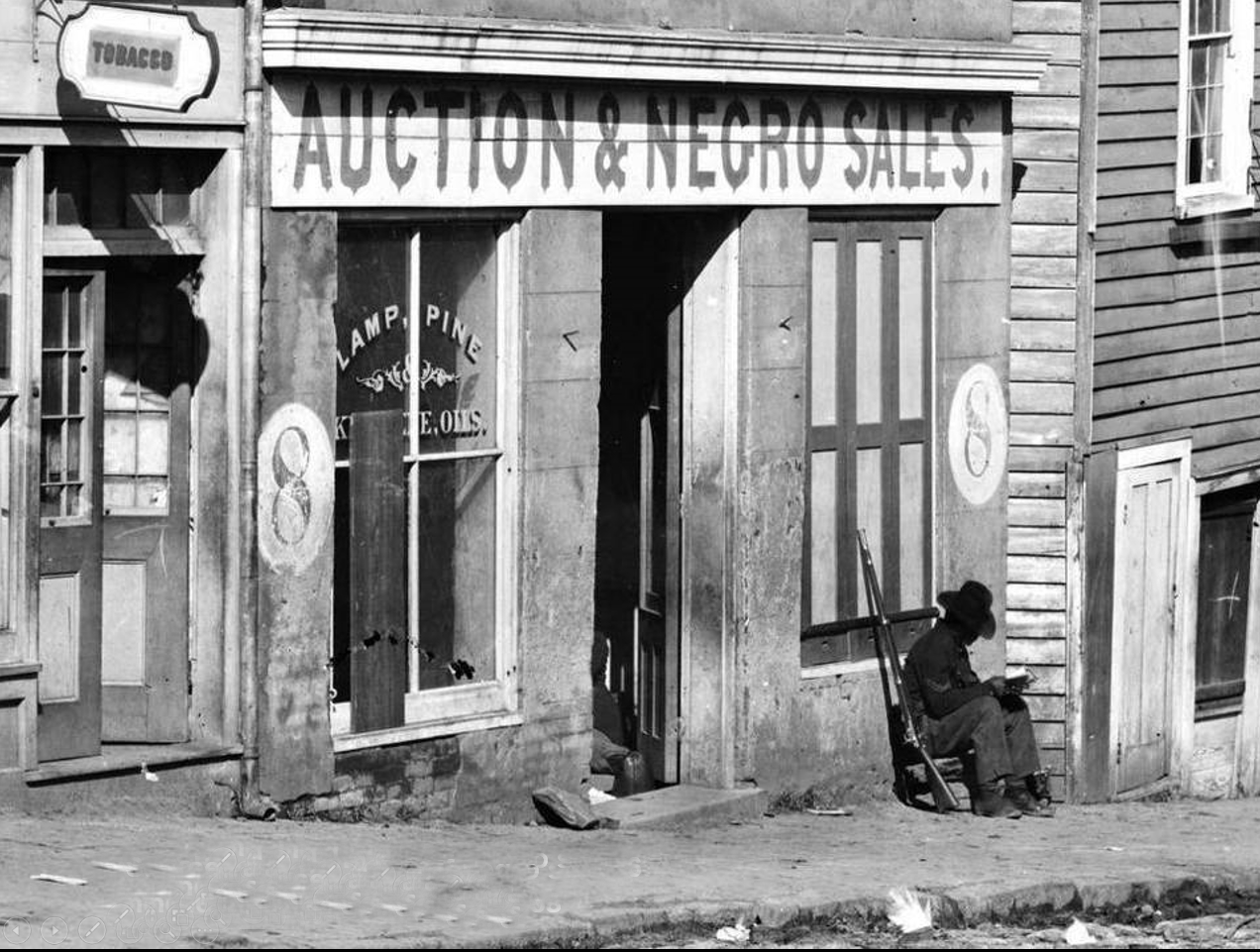
Fotografia d'un comerç d'esclaus a Whitehall Street, Atlanta (1864).

El lloc que ocupa avui Atlanta era territori cherokee i creek, fins a la deportació d'aquestes tribus. El lloc on s'aixeca Atlanta va ser cedit a l'estat de Geòrgia pels indis americans de la tribu creek el 1821. L'assentament va ser fundat el 1836. El 1847 va rebre la categoria de ciutat. Durant la Guerra Civil, tenia 15.000 habitants, i aviat va esdevenir un important nucli ferroviari. L'1 de setembre de 1864, durant la Guerra Civil, el general confederat John Bell Hood va evacuar la ciutat després de quatre mesos de setge de les tropes federals (un esdeveniment històric que ha estat immortalitzat a la famosa novel·la Allò que el vent s'endugué); després el general nord-americà William T. Sherman va ordenar la demolició de tots els edificis públics i algunes cases particulars. El 7 de setembre de 1864 l'alcalde James Calhoun va rendir la ciutat als invasors.
Atlanta era un centre de proveïment de les tropes confederadas, i per això va ser un dels principals objectius de la campanya del general William Tecumseh Sherman des de Chattanooga. Diverses grans batalles van tenir lloc als aforess, abans de ser presa l'1 de setembre de 1864. Després de ser presa el 7 de setembre de 1864, quan l'alcalde James Calhoun va rendir la ciutat als invasors.
El 15 de novembre, Sherman calcinà gairebé tota la ciutat abans de marxar cap al mar. Atlanta es va recuperar ràpidament després de la Guerra Civil, i va ser escollida capital de l'estat el 1868, decisió que es va fer definitiva després de votació popular el 1877. El 1900 es va transformar en la major ciutat de l'estat.
La importància d'Atlanta a la història de la població negra i del moviment dels drets civils és molt significativa. En el marc de la Cotton States and International Exposition d'Atlanta (1895), Booker T. Washington va pronunciar el seu discurs conegut com el Compromís d'Atlanta, en el qual propugnava la igualtat política i social per a la població negra, a canvi de seguretat econòmica. En la dècada de 1960, Atlanta va ser el centre des d'on es va escampar el moviment dels drets civils per a la població de color. El 1957, Martin Luther King i altres activistes dels drets civils van fundar la Southern Christian Leadership Conference per a enfortir i difondre el moviment. Entre 1962 i 1969 es va dur a terme la integració racial a les escoles d'Atlanta de manera pacífica. El 1973 Atlanta va ser la primera ciutat important del sud dels Estats Units a tenir un alcalde negre.
Encara que la població del municipi d'Atlanta ha disminuït des de la dècada de 1970, la de l'àarea metropolitana ha crescut de forma exponencial entre 1980 i 1990.

## Cultura
Atlanta té una pròspera indústria musical i és la ciutat d'origen de nombrosos cantants i bandes, com The Black Crowes, Sevendust, Mastodon, Treephort, Swimming Pool Q's, Uncle Green (coneguda com a 3 Lb. Thrill), Light Pupil Dilate, Big Fish Ensemble, Collective Soul, Third Day, TLC i Indigo Girls, i els músics John Mayer (malgrat va néixer a Connecticut) i Butch Walker. Grups com Arrested Development i Outkast declaren que la ciutat és la "nova Motown", en al·lusió a la ciutat de Detroit, coneguda per les seves contribucions a la música popular.
Atlanta compta també amb una orquestra simfònica.

## Economia

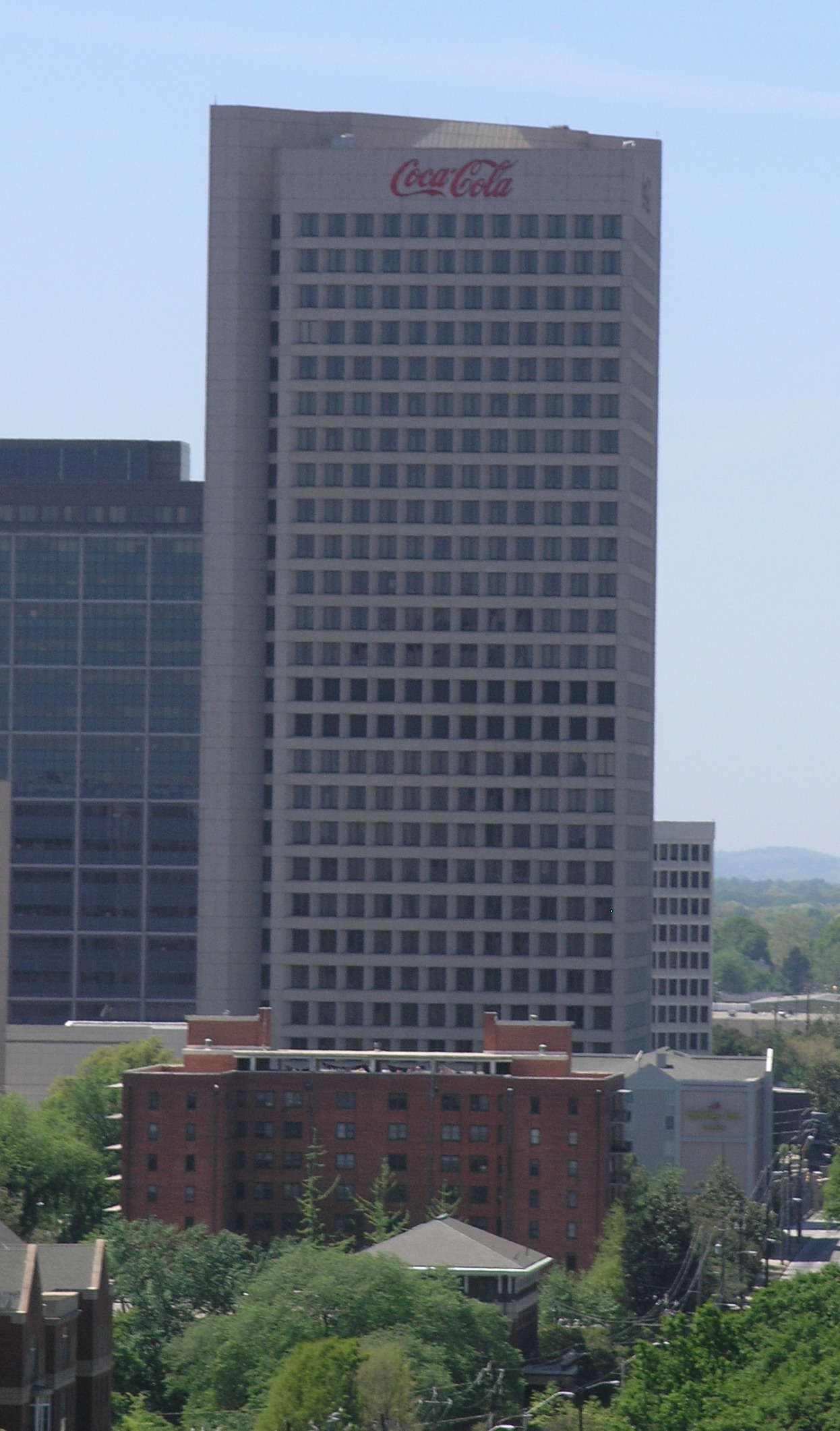
Seu mundial de la Coca-Cola Company

Amb un PIB de 385 mil milions de dòlars, l'economia de l'àrea metropolitana d'Atlanta és la desena més grossa del país i entre les 20 més grosses del món. Les operacions corporatives tenen un paper important en l'economia d'Atlanta, ja que la ciutat reivindica la tercera concentració més d'empreses Fortune 500 del país. També acull la seu mundial de diverses corporacions com The Coca-Cola Company, The Home Depot, Delta Air Lines, Arby's, AT&amp;T Mobility, Georgia-Pacific, Chick-fil-A, Church's Chicken, Dunkin Donuts, Norfolk Southern Railway, Mercedes-Benz USA, Newell Brands i UPS. Més del 75% de les empreses Fortune 1000 són actiues a l'àrea metropolitana de la ciutat i la regió acull oficines de més de 1.250 corporacions multinacionals. Moltes corporacions són atretes per la força de treball educada. A data de 2014, el 45% dels adults de 25 anys o més que resideixen a la ciutat tenen almenys quatre anys de títol universitari, en comparació amb la mitjana nacional del 28%.
Atlanta va començar com una ciutat ferroviària i la logística hi ha romàs un component important de l'economia fins avui. És un important nus ferroviari i té grans estacions de classificació per a Norfolk Southern i CSX. Des de la construcció a la dècada de 1950, l'aeroport internacional de Hartsfield–Jackson Atlanta ha servit com a motor clau del creixement econòmic. Delta Air Lines, la tercera més grossa de l'àrea metropolitana, opera el centre aeri més gros del món a Hartsfield-Jackson. Ha contribuït a convertir-lo en l'aeroport més concorregut del món, tant pel que fa al trànsit de passatgers com a les operacions d'avions. En part a causa de l'aeroport, Atlanta també ha estat un centre de missions diplomàtiques. El 2017, la ciutat tenia 26 consolats generals, la setena concentració de missions diplomàtiques als Estats Units.
La radiodifusió també és un aspecte important de l'economia d'Atlanta. A la dècada de 1980, el magnat dels mitjans Ted Turner hi va fundar la Cable News Network (CNN) i el Turner Broadcasting System (TBS). Al voltant de la mateixa època, Cox Enterprises, ara el tercer servei de televisió per cable més gran del país i l'editor de més d'una dotzena de diaris nord-americans, va traslladar la seu a la ciutat. El Weather Channel també té la seu als afores de la ciutat, als suburbis del comtat de Cobb.

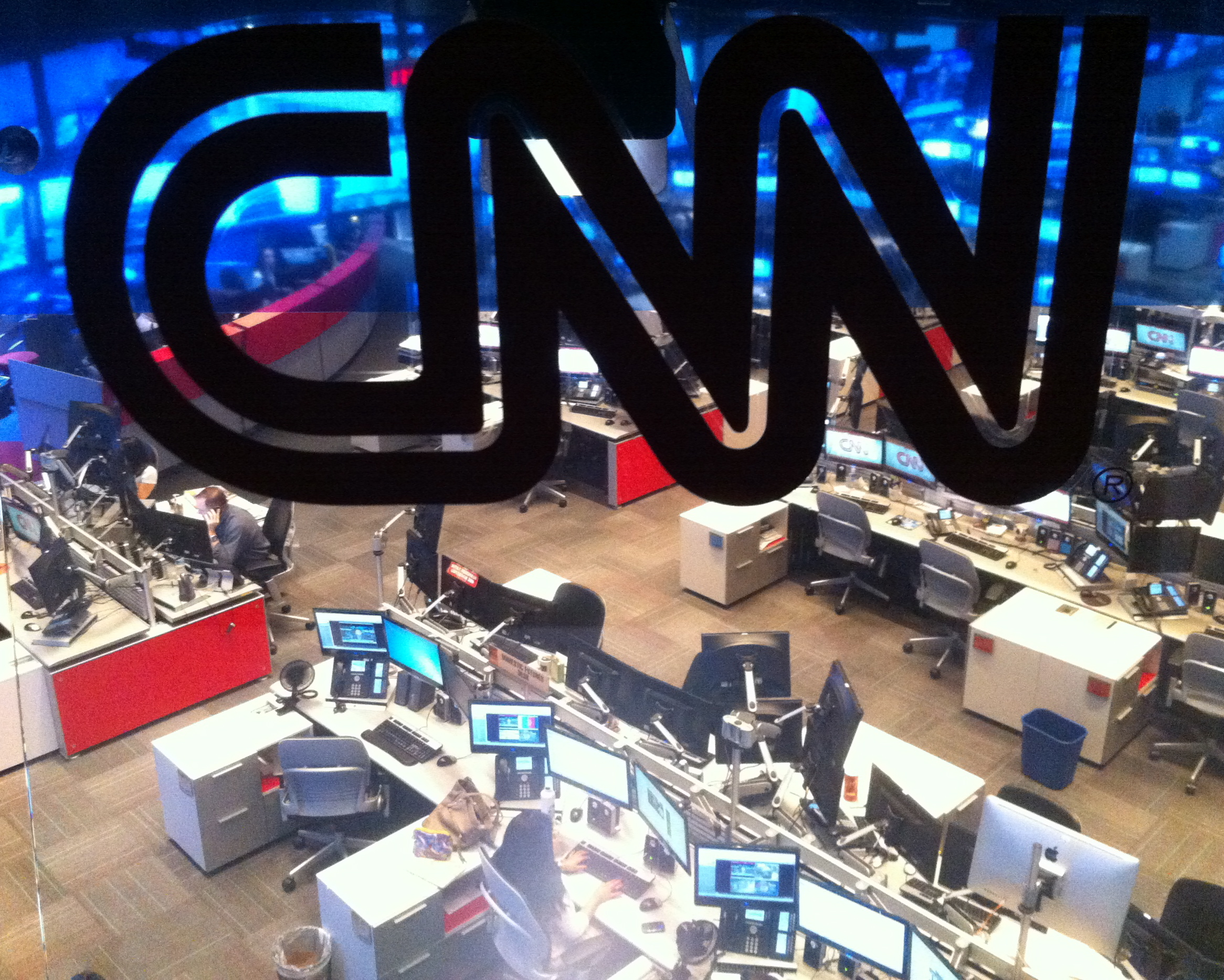
La redacció de la CNN

Les tecnologies de la informació (TI) s'ha convertit en una part cada cop més important de la producció econòmica, fet que li ha valgut el sobrenom de «préssec de silici». A 2013, Atlanta conté la quarta concentració més gran de llocs de treball de TI dels Estats Units, amb més de 85.000 treballadors. La ciutat també es classifica com la sisena més ràpid creixement en llocs de treball de TI, amb un creixement de l'ocupació del 4,8% el 2012 i un creixement de tres anys prop del 9%, o 16.000 llocs de treball. Les empreses són atretes pels costos més baixos i la mà d'obra ben formada d'Atlanta.
Recentment, Atlanta ha estat el centre de la producció de cinema i televisió, en gran part a causa de la Llei d'inversió de la indústria de l'entreteniment de Geòrgia, que atorga a les produccions qualificades un crèdit fiscal transferible del 20% de tots els costos estatals per inversions en cinema i televisió de 500.000 dòlars o més. Les empreses de producció de cinema i televisió inclouen Turner Studios, Pinewood Atlanta Studios, Tyler Perry Studios, Williams Street Productions i els escenaris sonors EUE/Screen Gems. La producció de cinema i televisió va injectar 9,5 mil milions de dòlars en l'economia de Geòrgia el 2017, i Atlanta va obtenir la majoria dels projectes. És la destinació més popular de tots els temps per a la producció cinematogràfica als Estats Units i a nivell mundial.
En comparació amb altres ciutats nord-americanes, l'economia d'Atlanta va ser afectada de manera desproporcionada per la crisi financera de 2008 i la posterior recessió, amb l'economia de la ciutat ocupant el lloc 68 entre 100 ciutats americanes en un informe de setembre de 2014 a causa d'una taxa d'atur elevada, que va disminuir nivells d'ingressos i un mercat de l'habitatge deprimit. Entre el 2010 i el 2011, Atlanta va veure una contracció del 0,9% de l'ocupació i el creixement dels ingressos es va estabilizar al 0,4%. Tot i que l'atur s'havia reduït al 7% a final de 2014, encara era superior a la taxa d'atur nacional del 5,8% El mercat de l'habitatge d'Atlanta també ha tingut problemes, amb una caiguda dels preus de l'habitatge un 2,1% el gener de 2012, assolint nivells que no s'havien vist des de 1996. En comparació amb un any abans, el preu mitjà de l'habitatge a Atlanta va caure en picat fins al 17,3% el febrer de 2012, la caiguda anual més gran de la història de l'índex per a qualsevol ciutat americana o mundial. La caiguda dels preus de l'habitatge va fer que alguns economistes consideressin Atlanta el pitjor mercat immobiliari del país en el moment àlgid de la depressió. No obstant això, el mercat immobiliari de la ciutat ha ressorgit des del 2012, de manera que el valor mitjà de l'habitatge i el creixement del lloguer van superar significativament la mitjana nacional el 2018, gràcies a una economia regional en ràpid creixement.

## Ciutats agermanades
- Santa Cruz de Tenerife, Illes Canàries, Espanya
- Guanare, Veneçuela
- Bucarest, Romania
- Canberra, Austràlia
- Cotonou, Benín
- Daegu, Corea del Sud
- Fukuoka, Japó
- Lagos, Nigèria
- Montego Bay, Jamaica
- Newcastle upon Tyne, Regne Unit
- Nuremberg, Alemanya
- Olímpia, Grècia
- Port-of-Spain, Trinitat i Tobago
- Ra'anana, Israel
- Rio de Janeiro (Brasil)
- Salcedo, República Dominicana
- Salzburg, Àustria
- Taipei, Taiwan
- Tiflis, Geòrgia